# Брент Гейгарт
Брент Гейгарт (англ. Brent Haygarth; нар. 27 грудня 1967) — колишній південноафриканський тенісист.
Найвищу одиночну позицію світового рейтингу — 384 місце досяг 16 липня 1990, парну — 40 місце — 11 жовтня 1999 року.
Здобув 6 парних титулів.
Найвищим досягненням на турнірах Великого шолома були чвертьфінали в парному розряді.

## Фінали за кар'єру

### Парний розряд (6–6)
| Результат | W/L | Дата | Турнір                    | Покриття | Партнер             | Суперники                         | Рахунок       |
| --------- | --- | ---- | ------------------------- | -------- | ------------------- | --------------------------------- | ------------- |
| Поразка   | 1.  | 1992 | Флоренція, Італія         | Ґрунт    | Ройсе Деппе         | Марсело Філіппіні Луїс Маттар     | 4–6, 7–6, 4–6 |
| Перемога  | 1.  | 1994 | Сан-Сіті, ПАР             | Тверде   | Маріус Барнард      | Елліс Феррейра Грант Стеффорд     | 6–3, 7–5      |
| Перемога  | 2.  | 1995 | Лос-Анджелес, США         | Тверде   | Кент Кіннієр        | Скотт Девіс Горан Іванишевич      | 6–4, 7–6      |
| Перемога  | 3.  | 1996 | Бермудські Острови        | Ґрунт    | Ян Апелль           | Пет Кеш Патрік Рафтер             | 3–6, 6–1, 6–3 |
| Перемога  | 4.  | 1996 | Болонья, Італія           | Ґрунт    | Хрісто ван Ренсбург | Карім Аламі Габор Кевеш           | 6–1, 6–4      |
| Поразка   | 2.  | 1997 | Загреб, Хорватія          | Килим    | Марк Кейл           | Саша Хіршзон Горан Іванишевич     | 4–6, 3–6      |
| Поразка   | 3.  | 1998 | Санкт-Петербург, Росія    | Килим    | Маріус Барнард      | Ніклас Культі Мікаель Тільстрем   | 6–3, 3–6, 6–7 |
| Перемога  | 5.  | 1998 | Атланта, США              | Ґрунт    | Елліс Феррейра      | Алекс О'Браєн Річі Ренеберг       | 6–3, 0–6, 6–2 |
| Поразка   | 4.  | 1999 | Санкт-Пельтен, Австрія    | Ґрунт    | Роббі Куніґ         | Ендрю Флорент Андрій Ольховський  | 7–5, 4–6, 5–7 |
| Поразка   | 5.  | 1999 | Nottingham Open, Англія   | Трава    | Marius Barnard      | Патрік Гелбрайт Джастін Гімелстоб | 7–5, 5–7, 3–6 |
| Перемога  | 6.  | 1999 | Базель, Швейцарія         | Килим    | Александар Кітінов  | Їржі Новак (тенісист) Давід Рікл  | 0–6, 6–4, 7–5 |
| Поразка   | 6.  | 2001 | Коста-ду-Сауїпе, Бразилія | Тверде   | Гастон Етліс        | Енцо Артоні Даніел Мело           | 3–6, 6–1, 6–7 |